# أحمدخوجة (أديامان)
أحمدخوجة (بالكردية: Malabawê‏) (بالتركية: Ahmethoca)‏ هي قرية كرديّة تتبع إداريّاً لمديرية أديامان في محافظة أديامان التركية الواقعة في جنوب شرق الأناضول. وبلغ عدد سكانها 214 نسمة في عام 2021.